# Літературний псевдонім
Псевдонім літературний — псевдонім, який письменник чи група письменників використовує замість справжнього імені; може бути вибраний автором або від імені автора його видавцем. Практика використання псевдонімів відома вже у давньоруських рукописних книгах. Проте широко почали користуватися українські письменники псевдонімами з XVI століття, в час, коли розгорілася політична й релігійна полеміка і деякі діячі виступали проти впровадження унії — Стефан Зизаній, Іван Вишенський, Христофор Філалет, Теофіл Ортолог й інші.

## Різновиди
О. Дей подає такі різновиди псевдонімного прикриття авторства:
1. Власне псевдоніми (фіктоніми) — це такі форми імен і прізвищ, які автор подає як справжні (Фалалей Повинухін — Г. Квітка-Основ'яненко; Кирило Василенко — М. Драгоманов; Гаврило Кремінь, Мирон — І. Франко; Захар Козуб — М.Коцюбинський; Остап Вишня — П. Губенко тощо);
2. Узагальнювальні псевдоніми — форми, у яких справжнє ім'я та прізвище автора змінене узагальнювальною вказівкою на національність (Українець — М. Драгоманов; Українець — О. Русов; Русин — В. Білозерський; Rusin — М. Павлик; лях з України — П. Свенціцький), територіальну належність (Подоляк — І. Верхратський; Колодяжинська — О. Косач; Наддністрянка — Є. Ярошинська), соціальне становище (Селянин — А. Марцинюк; Робітник — І. Мороз), партійність (Радикал — М. Лозинський), вік (Дід — С. Черкасенко), фах чи посаду (Учитель — М. Драгоманов; Вартовий — Б. Грінченко, Турист — О. Маковей); ставлення до описуваних подій (Учасник — В. Щурат, Дописуватель — О. Русов); особисті якості (Простодушний — Л. Глібов, Чудак — М. Драгоманов, Смутний — В. Самійленко тощо);
Різновидом узагальнювальних псевдонімів є фразеоніми. Це описові псевдоніми, які вказують на різні особливості автора (Пасічник з гір медоборських — І. Левицький, Один з русинів міста Львова, Один з молодіжі — І. Франко, Сирота на вигнанні — О. Кониський тощо).
3. Криптоніми — форма приховування авторства шляхом подачі:
- імені або прізвища, або імені й прізвища, або початкових літер псевдоніма автора (Т. Г. Ш. — Т. Шевченко, І. Ф. — І. Франко, Л. У. — Л.Українка);
- кінцевих літер імені й прізвища (Н. Ч. — Іван Крип'якевич), часто у таких скороченнях передано ступінь і фах автора (І. А. С. П. Н. М. У. — ієрей Антон Степанович Петрушевич, нотарій митрополитального уряду);
- будь-яких літер алфавіту (Н. Н. — П. Куліш, X. Y. Z. — І. Франко);
- імені й початкової літери прізвища або з псевдоніма (Іван Ф. або Марко В. (від псевдоніма Марко Ворона) — Іван Франко);
- змішання букв і складів імені та прізвища (ом — О. Маковей, Андру — нюк — Андрій Марцинюк);
- імені або ініціалу з однією або декількома зірочками (М* — О. Маковей, Мирон *** — І. Франко);

4. Графоніми або криптограми — псевдоніми, виражені значками, цифрами, зірочками, крапками, рисками (5-ка — С. Ковалів;…….. — Г. Квітка-Основ'яненко, +— — Іван Франко). Однією з форм графонімів є астронім (* — О.Маковей, *** — І. Франко);
5. Алоніми — форма псевдоніма, коли автор використовує чуже прізвище (М. Толмачов — М. Драгоманов, В.Нагірний / Роман Яросевич — І. Франко).
Також своєрідними різновидами псевдонімів є перекладні псевдоніми (Е. Гребенкин — Є. Гребінка, Lupulescu — Ф. Вовк, Кенир — Л. Глібов), псевдандроніми (чоловіча форма псевдоніма для авторки-жінки (Марко Вовчок — Марія Маркович (Вілінська), псевдогініми (жіночі форми псевдонімів, які вживають чоловіки (Ганна Красолька — Олександр Кандиба, Paula Z — Іван Франко).

## Жіночі псевдоніми
Жінки-письменниці, як правило, ховали імена за псевдонімом і здебільшого не друкували своїх портретів з огляду на літературну етику XIX століття. Через це більшість письменниць того часу ввійшли в літературу саме під псевдонімами.
Дніпрова Чайка — Людмила Василевська-Березіна, прозаїк і поетеса;
Марко Вовчок — Марія Маркович (Вілінська) — витворила псевдонім від трансформації прізвища Марковичка;
Ганна Барвінок — Олександра Куліш, авторка оповідань з народного побуту, нарисів, спогадів; дружина Пантелеймона Куліша;
Грицько Григоренко — Олександра Судовщикова-Косач, авторка оповідань з українського селянського побуту, п'єс, а також оповідань для дітей; перекладачка;
Леся Українка — Лариса Косач — в дитинстві називали Лесею, а оскільки перший її твір вийшов друком у Галичині, а сама вона була з Великої України, то редакція біля дитячого імені додала географічну вказівку, звідки авторка — Українка;
Наталка Полтавка — Надія Симонова-Кибальчич — псевдонім взяла із однойменної п'єси Котляревського, крім того, письменниця народилась у Полтавській губернії;
Олена Пчілка — Ольга Косач, мати Лесі Українки — взяла такий псевдонім, бо уподібнювала себе до бджоли, яка носить мед у вулик рідної культури.

## Колективні псевдоніми
Ще одним видом псевдонімів є колективні псевдоніми, де група людей, щоб приховати своє авторство, бере спільне вигадане ім'я. Так А. Гурт — це письменники М. Комаров, О. Косач, М. Старицький та інші;
Г. Р. Молодик — галицько-руська молодь;
упорядник літературної збірки «Веселка» Андрій Молодченко — студенти, що цю збірку видавали;
F і B. S. — Іван Франко та Болеслав Спауста;
Мубал — Микола Угрин-Безгрішний та Антін Лотоцький;
Рокувабо — Роман Купчинський і Василь Бобинський;
Уманець та Спілка — М. Комаров та товариство, яке допомагало укладати російсько-український словник.

## Курйозні псевдоніми
Деякі автори зумисне підписували свої твори дивно, наприклад: Іван Франко — «В імені веча венской руской молодежи»;
Панас Мирний — Невідомець жіночого роду;
Григорій Квітка-Основ'яненко — «Любопытний Аверьян, состоящий не у дел колежский протоколист, имеющий хождения по тяжебным делам и по денежным взысканиям»;
О. Андрієвський — «Дон-Кіхот не Ламанський»;
Б. Дідицький — «Комісія Дома Народного Русского»;
С. Русова — баба Нона;
О. Кониський — Маруся К;
О. Маковей — бабуся Катерина тощо